# Pleasanton (Californie)
Pour les articles homonymes, voir Pleasanton.
Pleasanton est une ville de Californie, située dans le comté d'Alameda. Lors du recensement de 2010, sa population s’élevait à 70 285 habitants.

## Histoire

### Alisal
Avant l'établissement de Pleasanton durant les années 1850, il y avait un premier peuplement appelé Alisal, qui correspond aujourd'hui à une section de la commune de Pleasanton.

### Pleasanton
Pleasanton a été incorporée le 18 juin 1894.

## Géographie
Selon le bureau du recensement des États-Unis, Pleasanton a une superficie totale de 62,85 km2, dont 62,45 km2 de terre et 0,4 km2 d'eau.
La ville est située dans l'agglomération de San Francisco, à 40 km à l'est d'Oakland et 10 km à l'ouest de Livermore.

### Climat
Le record de température est de 46,1 °C en 1950 et −8,3 °C en 1990.
| Mois                              | jan. | fév. | mars | avril | mai  | juin | jui. | août | sep. | oct. | nov. | déc. | année |
| --------------------------------- | ---- | ---- | ---- | ----- | ---- | ---- | ---- | ---- | ---- | ---- | ---- | ---- | ----- |
| Température minimale moyenne (°C) | 3    | 4    | 6    | 7     | 9    | 12   | 13   | 13   | 12   | 9    | 6    | 3    | 8,1   |
| Température maximale moyenne (°C) | 14   | 17   | 18   | 22    | 25   | 29   | 32   | 32   | 30   | 26   | 18   | 14   | 23,1  |
| Précipitations (mm)               | 75,9 | 70,4 | 62,7 | 24,4  | 10,9 | 2,3  | 0,8  | 2    | 6,1  | 21,3 | 47,8 | 51,8 | 376,4 |

| Diagramme climatique                                  |         |         |         |         |         |         |       |         |         |         |         |
| J                                                     | F       | M       | A       | M       | J       | J       | A     | S       | O       | N       | D       |
| 14375,9                                               | 17470,4 | 18662,7 | 22724,4 | 25910,9 | 29122,3 | 32130,8 | 32132 | 30126,1 | 26921,3 | 18647,8 | 14351,8 |
| Moyennes : • Temp. maxi et mini °C • Précipitation mm |         |         |         |         |         |         |       |         |         |         |         |

## Démographie
| 1870 | 1880 | 1890 | 1900  | 1910  | 1920 |
| ---- | ---- | ---- | ----- | ----- | ---- |
| 350  | 600  | 984  | 1 100 | 1 254 | 991  |

| 1930  | 1940  | 1950  | 1960  | 1970   | 1980   |
| ----- | ----- | ----- | ----- | ------ | ------ |
| 1 237 | 1 278 | 2 244 | 4 203 | 18 328 | 35 160 |

| 1990   | 2000   | 2010   | - | - | - |
| ------ | ------ | ------ | - | - | - |
| 50 533 | 63 654 | 70 285 | - | - | - |

## Transport

### Route
Pleasanton est situé au croisement de deux importantes Interstate highway : I-580 et I-680

## Jumelage
- Blairgowrie and Rattray (Écosse)
- Fergus (Canada)
- Tulancingo (Mexique)

## Personnalités liées à la commune
- Ellen Hodgson Brown (1945-), essayiste américaine née à Pleasanton

## Traduction
- (en) Cet article est partiellement ou en totalité issu de l’article de Wikipédia en anglais intitulé « Pleasanton, California » (voir la liste des auteurs).